# Clemente Ateba
Clemente Ateba Nso (Niefang, Guinea Española, 1930—Malabo, Guinea Ecuatorial, 5 de septiembre de 2015) fue un político y diplomático ecuatoguineano.

## Biografía
Nació en 1930 en la ciudad de Niefang (entonces Guinea Española).
En 1959 fue uno de los fundadores de la Idea Popular de Guinea Ecuatorial (IPGE). Durante aquellos años estuvo exiliado en Camerún.
Para el Referéndum de autonomía de Guinea Ecuatorial en 1963, hizo una fuerte campaña en su distrito natal en contra de la autonomía y a favor de la independencia. España lo presentó como tesis pancamerunesas, dado que la IPGE había defendido con anterioridad la adhesión del territorio a Camerún.
Fue uno de los integrantes de la delegación ecuatoguineana para la Conferencia Constitucional de Guinea Ecuatorial de 1967-1968, representando a la IPGE.
Durante la presidencia de Francisco Macías Nguema se desempeñó como embajador de Guinea Ecuatorial en Congo Brazaville y posteriormente en Gabón, acabando su carrera diplomática en 1973, fecha en que cae en desgracia y es encarcelado. Ese mismo año, la oposición a la dictadura denunció erróneamente su asesinato.
En 1991, bajo el régimen de Teodoro Obiang Nguema, es de nuevo nombrado Embajador de Guinea Ecuatorial en Gabón y en 1992 Presidente del distrito de Niefang.
Ateba falleció a los 85 años de edad el 5 de septiembre de 2015 en el Hospital La Paz de Malabo, tras una larga enfermedad.